# Reubicación del kernel
La reubicación del kernel se refiere a una característica del kernel de Linux en la que se puede iniciarse en una variedad de direcciones de memoria diferentes, en lugar de una dirección fija. Su principal uso es en conjunto con kexec para recuperarse de fallas como un kernel panic. Dicha característica se puede habilitar a la hora de configurar, y agrega alrededor de 1 MB al código resultante.